# Associação de Bibliotecas do Japão
A Associação de Bibliotecas do Japão (日本図書館協会 (Nihon Toshokan Kyōkai); em inglês:  Japan Library Association, JLA, é uma organização profissional japonesa de bibliotecários, que tem como objetivo promover as bibliotecas e a educação de bibliotecários do Japão. É membro da Federação Internacional de Associações e Instituições Bibliotecárias.

## História
A organização foi fundada em 1892 como Nihon Bunko Kyōkai, tendo alterado a sua designação para Nihon Toshokan Kyōkai em 1907. Foi fundada por Tanaka Inagi, após a Associação Americana de Bibliotecas e o Instituto Credenciado de Bibliotecários e Profissionais da Informação, ambas as organizações foram fundadas entre 1876 e 1877, respetivamente. A primeira Conferência Anual de Bibliotecas do Japão foi realizada em 1906, e a organização iniciou a publicação do periódico Toshokan Zasshi em 1907. Tornou-se membro da Federação Internacional de Associações e Instituições Bibliotecárias em 1929, e uma associação incorporada em 1930, tendo realizado acordos com o Ministério da Educação, Cultura, Desporto, Ciência e Tecnologia do Japão.
Durante a ocupação do Japão pelas Forças Aliadas na Segunda Guerra Mundial, uma lei foi aprovada que fez com que as bibliotecas japonesas operassem de forma semelhante às bibliotecas dos Estados Unidos, de uso gratuito e sendo financiadas pelos contribuintes. A organização também criou e implementou o sistema de Classificação Decimal Japonesa, as regras japonesas de catalogação bibliográfica, e a palavra-chave obrigatória. Ela também adotou uma declaração sobre liberdade intelectual em 1954.

## Estrutura
A associação possui seis divisões que atendem diferentes tipos de bibliotecas, incluindo as bibliotecas escolares, públicas, especiais e académicas. Também existe uma divisão para a área educacional e possui vinte e nove comités que abordam temas como a liberdade intelectual, serviços para pessoas com deficiência e direitos de autor. Os membros elegem os conselheiros, que compõem o órgão deliberativo da organização. O Conselho de Administradores é responsável pelo Conselho de Diretores, que administra a organização. O presidente do Conselho de Direção é o porta-voz oficial da organização.
A conferência da Associação de Bibliotecas do Japão é realizada anualmente em outubro. É realizada em cada cidade diferente a cada ano. Muitos simpósios e palestras também são realizados ao longo do ano. A organização outorga anualmente o Prémio de Arquitetura de Biblioteca desde 1985.